# Yonge-Dundas Square

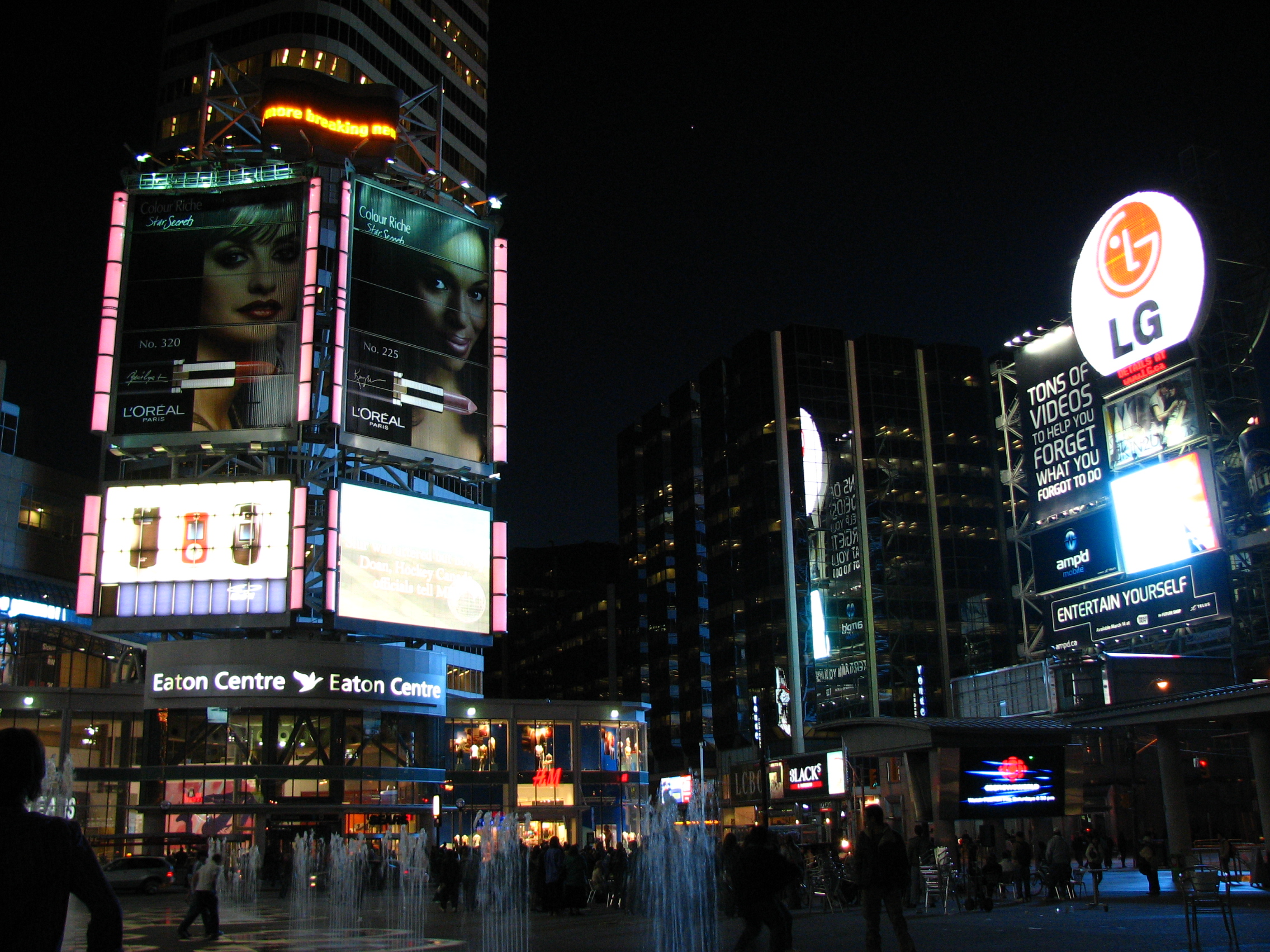
Lichtreclame rond Yonge-Dundas Square (2007)

Yonge-Dundas Square, in de volksmond afgekort tot Dundas Square, is een plein in het centrum van de Canadese stad Toronto.
Het plein ligt op de kruising van Yonge Street en Dundas Street en werd in 2002 gecreëerd door een heel bouwblok te slopen. Op 30 mei 2003 werd het officieel geopend met een groot concert.
De ruimte is als commercieel plein ingericht, naar voorbeeld van Times Square in New York en Piccadilly Circus in Londen, met veel reclame-uitingen, neonverlichting, uitgaans- en amusementfuncties en winkels.
Zo heeft bijvoorbeeld het grote winkelcentrum Toronto Eaton Centre een ingang aan het plein. Metrostation Dundas, gelegen onder Yonge Street, heeft één entree direct op het plein en drie entrees in gebouwen in de nabijheid, waaronder het Eaton Centre.